# Cistícola borana
La cistícola borana (Cisticola bodessa) és una espècie d'ocell de la família Cisticolidae.

## Hàbitat i distribució
Es localitza a la banya d'Àfrica (Etiòpia, Kenya i Uganda). L'hàbitat natural són els boscos àrids subtropicals, sabanes i zones àrides tropicals i subtropicals de matolls.